# Anund Gårdske
Anund Gårdske, rey de Suecia aproximadamente de 1070 a 1075. Su nombre real no se conoce, pues Anund era un sobrenombre con que los suecos de esa época llamaban a una persona cuyo nombre era difícil de pronunciar (véase Anund Jacobo), y la palabra Gårdske denota que el rey procedía de Gardariki, nombre que empleaban los nórdicos para designar al Rus de Kiev. Se cree que Anund Gårdske vivía en Rusia, pero pertenecía a la casa de Munsö que había reinado en Upsala (la familia de Erico el Victorioso). Cuando el rey Halsten Stenkilsson fue depuesto del trono de Suecia, los suecos le ofrecieron la corona a Anund Gårdske, pero probablemente éste nunca llegó a Suecia para tomar posesión del cargo. Alrededor de 1075, los suecos lo depusieron y nombraron en su lugar a Haakon el Rojo. No se sabe cuándo falleció.